# Teacher in Space

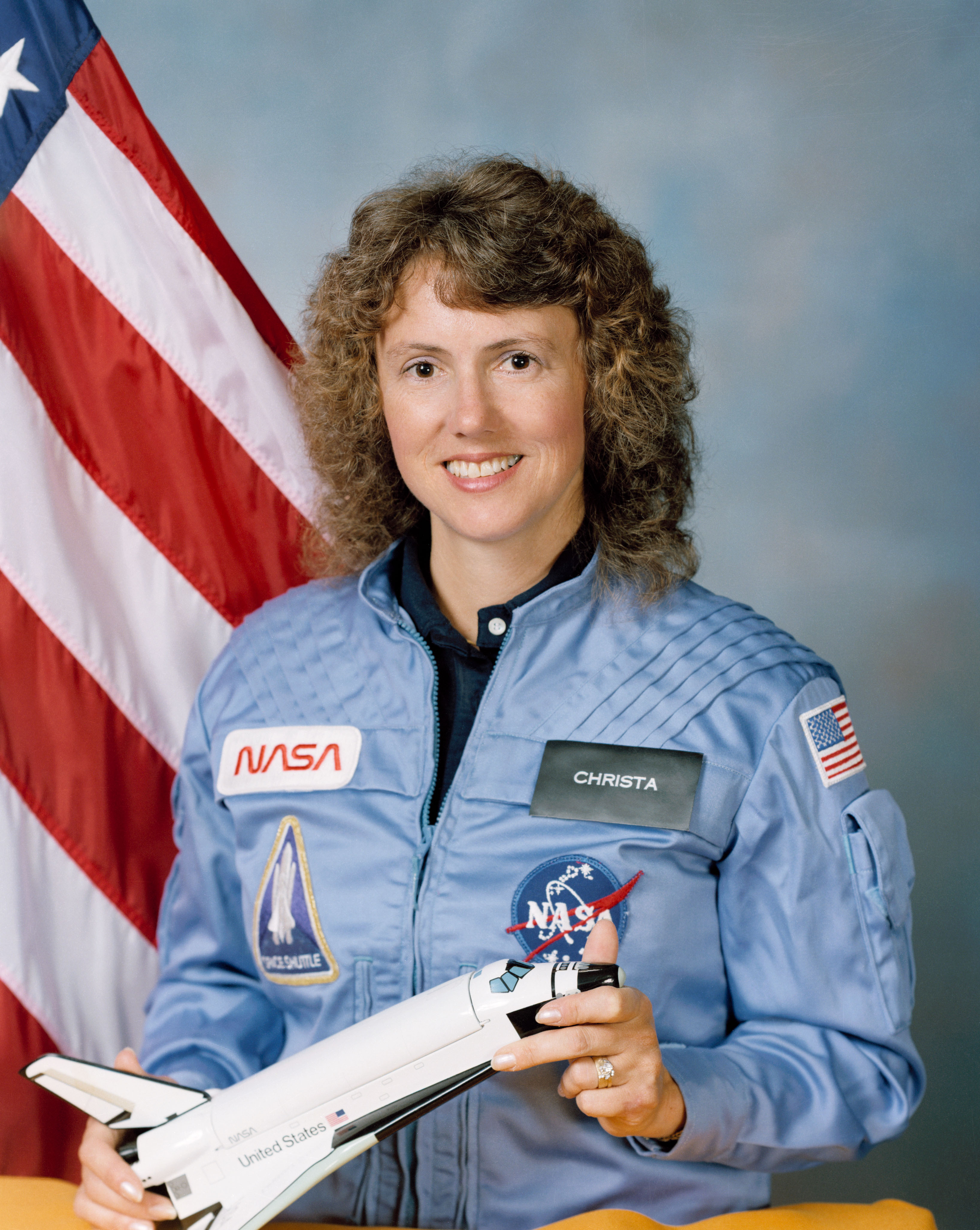
Christa McAuliffe

Das US-amerikanische Projekt Teacher in Space (TISP) entsendet Lehrer in den Weltraum, die im Fernsehen Interessantes über die Raumfahrt vermitteln. Es wurde am 27. August 1984 vom damaligen US-Präsidenten Ronald Reagan als Projekt der US-Raumfahrtbehörde NASA verkündet.

## Die Challenger-Mission
Das Ziel dabei war, Schüler und Studenten zu begeistern, Lehrern Anerkennung zukommen zu lassen und das Interesse an den Themen Mathematik, Naturwissenschaften und Weltraumforschung zu fördern. Für das Programm bewarben sich über 11.000 Lehrer. 1985 wählte die NASA dann die Lehrerin Christa McAuliffe aus, die bei der Shuttle-Mission STS-51-L, der 25. Space-Shuttle-Mission, als Nutzlastspezialistin an Bord mitfliegen sollte, um vom Weltraum aus Schülern auf der Erde in zwei halbstündigen, über das Fernsehen übertragenen Unterrichtslektionen Interessantes zu Raumfahrt und Schwerelosigkeit zu vermitteln. Als Ersatzfrau für diese Aufgabe, falls McAuliffe ausfallen sollte, war Barbara Radding Morgan vorgesehen.

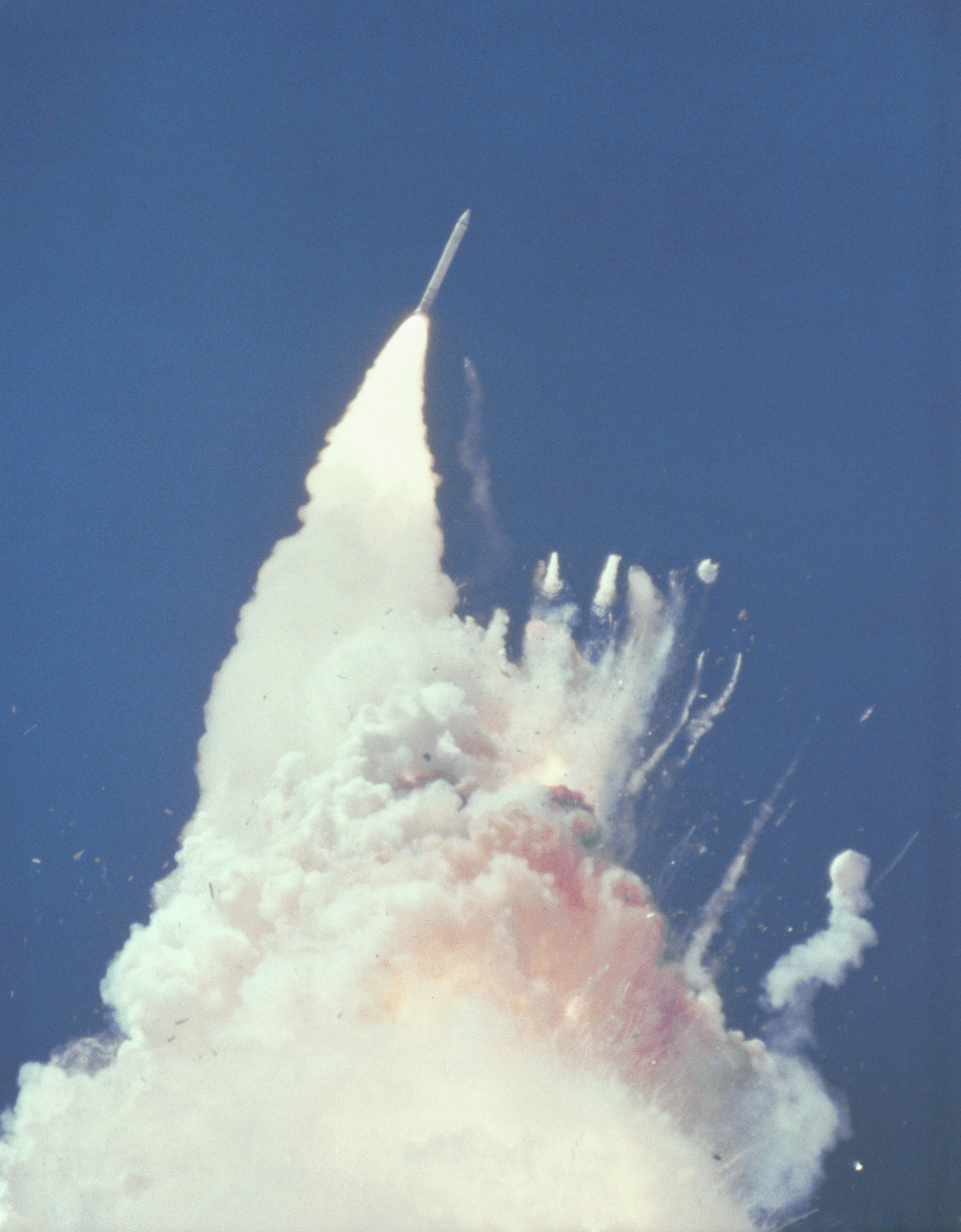
Challenger-Unglück

In ihrer Bewerbung für das Teacher-in-Space-Programm schrieb McAuliffe:

„Als Frau war ich immer neidisch auf Männer, die am Raumfahrtprogramm teilnehmen konnten. Ich fand, dass Frauen tatsächlich ausgeschlossen waren von einem der spannendsten Berufsfelder, die es gibt. Diese Gelegenheit, meine Fähigkeiten als Pädagogin mit meinen Interessen für Geschichte und Raumfahrt zu verbinden, ist eine einzigartige Chance, meine früheren Träume wahrzumachen. Ich war bei der Geburt des Raumfahrtzeitalters dabei, und ich möchte gerne mitmachen.“

Wegen einer undichten Stelle an einer der Feststoffraketen kam es 73 Sekunden nach dem Start in rund 15 Kilometern Höhe zur Explosion des Tanks und zum Auseinanderbrechen der Raumfähre Challenger. Alle sieben Astronauten kamen bei dem Unglück ums Leben. Christa McAuliffe starb im Alter von 37 Jahren.

## Neuauflage
Das Shuttle-Programm musste für über zwei Jahre unterbrochen werden, doch bereits unmittelbar nach der Katastrophe kündigte Präsident Reagan an, dass das Projekt Teacher in Space nicht aufgegeben werde. "Wir führen unser Streben in das Weltall fort," erklärte er. "Es wird weitere Shuttle-Flüge geben und weitere Shuttle-Besatzungen und, ja, auch weitere Freiwillige, weitere Zivilisten, weitere Lehrer im Weltall. Hier geht nichts zu Ende; unsere Hoffnungen und unsere Reisen dauern an."
Die NASA allerdings legte das Projekt zunächst auf Eis. Erst in den 1990er Jahren griff man die ursprüngliche Idee wieder auf, modifizierte sie aber unter der Bezeichnung Educator Astronaut Project deutlich: Statt Lehrer in einem fünfmonatigen Training auf einen Shuttle-Flug vorzubereiten, die dann vom Weltraum aus ein Unterrichtsprogramm anbieten und die nach der Landung wieder ihren Lehrberuf fortsetzten, versuchte es die NASA nunmehr damit, Lehrer zu Astronauten wie andere auch zu machen, die im All dieselben Aufgaben übernehmen sollten, wie ihre Kollegen und die ihre Lehrerkarriere zugunsten einer Astronautenlaufbahn für die NASA aufgeben sollten. Hintergrund dafür waren die Sicherheitsbedenken, "Zivilisten" einem möglicherweise lebensgefährlichen Risiko auszusetzen.

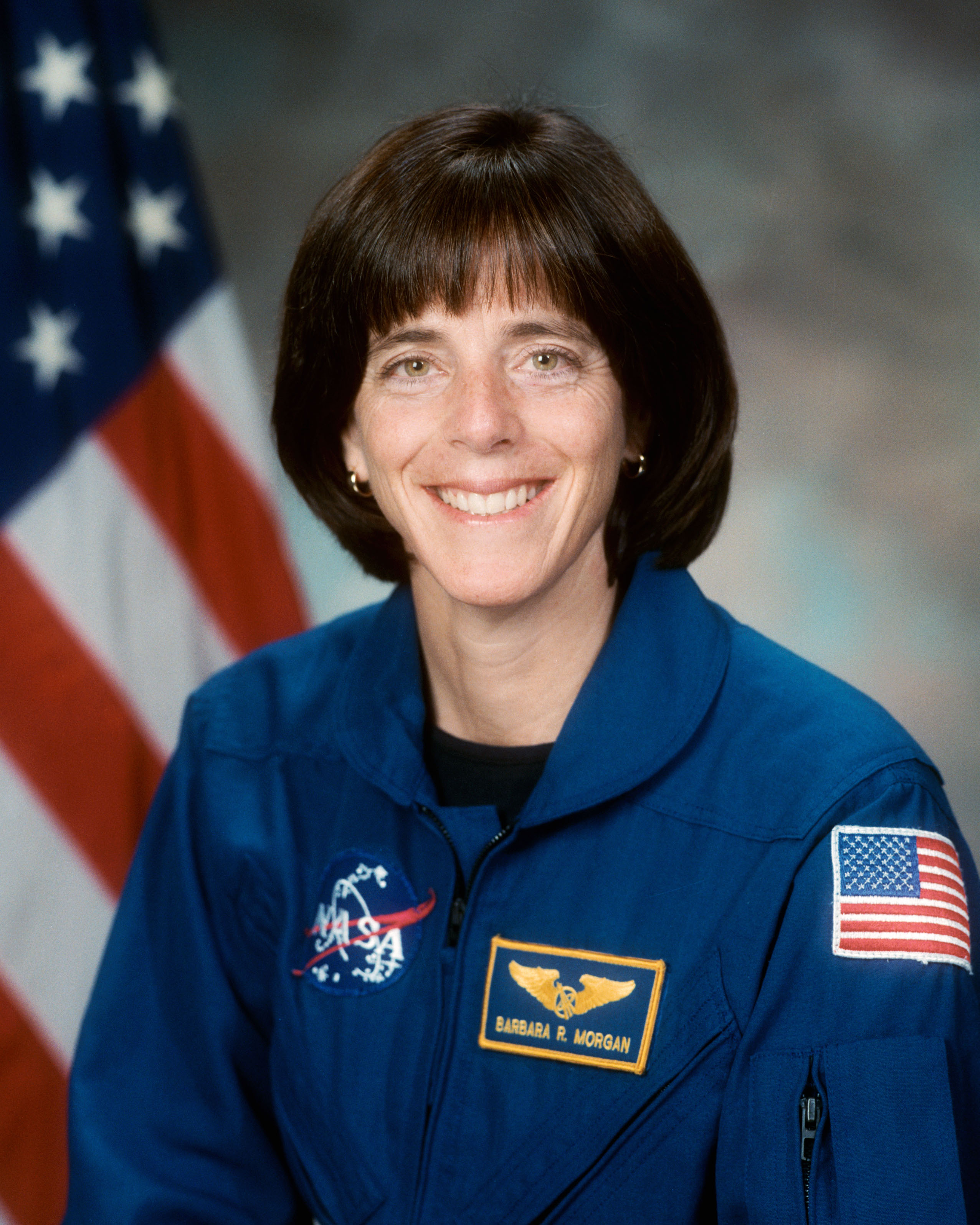
Barbara Morgan (2006)

Im Januar 1998 wurde Barbara Radding Morgan als erste Educator-Mission-Spezialistin der NASA ausgewählt, zwölf Jahre nach dem Tod McAuliffes. Sie durchlief eine komplette Astronautenausbildung, ehe sie für den Flug der Shuttle-Mission STS-118 der Raumfähre Endeavour bestimmt wurde. Zwar galt die Mission stets als eine Art Reverenz an McAuliffe, deren Erbe Morgan in gewisser Weise antrat, doch betonte die NASA stets auch den unterschiedlichen Hintergrund der Missionen. So erklärte Scott Kelly, Kommandant der Mission STS-118:

“I don’t have a teacher as a crewmember. I have a crewmember who used to be a teacher.”

„Ich habe keine Lehrerin unter meinen Crewmitgliedern. Ich habe ein Crewmitglied, das früher einmal Lehrerin war.“

Morgan war daher an allen im Shuttle anfallenden Aufgaben beteiligt, etwa an der Überprüfung des Hitzeschildes. Sie gab allerdings am siebten Flugtag der Mission eine ca. 30 min lange Unterrichtsstunde. Dabei beantwortete sie Fragen, die von Schülern aus dem Discovery Center of Idaho gestellt wurden. Eine weitere Unterrichtsstunde fand am neunten Flugtag statt, die Morgan zusammen mit Alvin Drew durchführte. Diesmal sprach Morgan mit Schülern des Challenger Center for Space Science Education in Alexandria (Virginia). Später sprach sie außerdem nach Problemen und einer daraus resultierenden Verzögerung über Amateurfunk (SAREX-Projekt) zu Schülern des McCall-Donnelly-Schulbezirks in Idaho.

## Private Initiativen
Unabhängig vom Shuttle-Programm gibt es Bestrebungen, suborbitale bemannte Flüge ins Weltall, wie sie als Folge der erfolgreichen Flüge des SpaceShipOne im Jahre 2004 anvisiert werden, auch für Flüge mit Lehrern zu nutzen. So kündigte im Jahre 2006 die Space Frontier Foundation ein Programm Teachers in Space an und signalisierte mit dem Plural, dass es nicht bei einem einmaligen Flug eines Lehrers bleiben sollte.
Armadillo Aerospace, Masten Space Systems, PlanetSpace, Rocketplane Limited, Inc. und XCOR Aerospace haben sich bereit erklärt, für ein solches Projekt Kapazitäten zur Verfügung zu stellen. Zu den Beratern dieses Projekts zählen der Erbauer des SpaceShipOne, Burt Rutan, der Stifter des X-Prizes, Peter Diamandis, Apollo-Astronaut Edwin Aldrin, sowie die Astronautin und Geldgeberin für den X-Prize, Anousheh Ansari.